# リーダーズ英和辞典
リーダーズ英和辞典（Kenkyusha's English-Japanese Dictionary For The General Reader）は、研究社が発行している英和辞典、および、そのシリーズ。

## 概要
一般的な学習英和辞典ではカバーできない範囲をターゲットにしている点などを考慮すると、同じ研究社から出版されていた『現代英和辞典（Kenkyusha's Shorter English-Japanese Dictionary）』（岩崎民平監修、収録語数約122,000語）のあとを受け継いだ形となっている。しかし、完全な後継という位置付けでなく､現代英和辞典は2011年時点でも一度も改訂されることなく出版され続けている。
リーダーズ英和辞典の英語名からもわかるように、「英文を読む人のための辞書」であり、多方面の専門用語、固有名詞を含み、小説や新聞、各種文献からコミックスまで、多様な英文を理解するのに必要な単語を、非常に多く収録しているのが特徴である。また、それら単語の意味だけではなく、理解を深めるための簡単な説明もあることから、百科事典的要素も持っている。さらに隠語、口語、卑語などの英単語、用法を幅広く掲載しており"俗語辞典をも兼ねる"（まえがきより）ようになっている。俗語辞典としての機能は小説、台本などの翻訳に必須の要素であるが、一方で学校教育用にはあまり適さないほか、単語を引くたびに幾分の不快感を覚えるという側面もある。
日常の道具として使いやすいように、第二版までは収録語数の多さに反して比較的小型であった。そのため説明は簡潔明瞭で、例文などは省かれることが多いが、上級者にとっては余計な解説が無い分使い勝手がいい。また、多方面の英単語を収録していることから、論文を読む必要がある理数系の大学生から、翻訳家など英語のプロまで愛用者は多く、日本を代表する英和辞典のひとつとなっている。その用途から、リーダーズ英和辞典とリーダーズ・プラスがセットで、英語学習用電子辞書のメインコンテンツとして採用されていることも多い。

## 編集代表
松田徳一郎（初版、第二版、中辞典初版）
高橋作太郎（第三版）
野村恵造（中辞典第二版）

## シリーズ一覧

### 冊子版
リーダーズ英和辞典（Kenkyusha's English-Japanese Dictionary For The General Reader）
- 第三版 - 2012年8月発行。収録語数約28万語。ISBN 978-4-7674-1432-4
- 第二版 - 1999年5月発行。収録語数約27万語。ISBN 978-4-7674-1413-3
- 初版 - 1984年1月発行。収録語数約26万語。ISBN 978-4-7674-1410-2

- 通常版に加えて革装版、大型本である机上版（第二版まで）も発売されている。
- 初版、第二版のサイズは、B6変型判であったが、第三版は、A5変型判に変更された。

リーダーズ・プラス（An Encyclopedic Supplement To The Dictionary For The General Reader）
- 初版 - 1994年6月発行。収録語数約19万語。ISBN 978-4-7674-1440-9

- リーダーズ英和辞典初版の編集後の新語や固有名詞を中心に収録。

リーダーズ英和中辞典（Kenkyusha's Shorter English Reader's Dictionary）
- 初版 - 2000年5月発行。収録語数約18万語。ISBN 978-4-7674-1242-9

第二版 - 2017年10月発行。収録語数約18万語。ISBN 978-4-7674-1243-6
- リーダーズ英和辞典第二版で採用された言葉から頻度の高い18万語を収録した縮約版。
- 第二版はリーダーズ英和辞典第三版から18万語を収録し、革装版も発売する。

### 電子版
CD-ROM版 リーダーズ＋プラス V2 ハイブリッド・ロボワード版
- 初版 - 2005年9月発行。収録語数約46万語。ISBN 978-4-7674-3564-0

- リーダーズ英和辞典第二版とリーダーズ・プラスを合わせ46万語を収録。

リーダーズ＋プラス GOLD
- 初版 - 2008年2月発行。収録語数約48万語。ISBN 978-4-7674-7205-8

- リーダーズ英和辞典第二版とリーダーズ・プラスの46万語に、最新コンピュータ用語など2万語を増補。

iPhone＆iPad向けアプリ
- リーダーズ英和辞典第2版- 2011年4月（発売元：LogoVista）
- リーダーズ・プラス - 2011年4月（発売元：LogoVista）

Androidスマートフォン向けアプリ
- リーダーズ英和辞典第2版- 2011年5月（発売元：富士通パーソナルズ）